# NGC 1138
NGC 1138 is een lensvormig sterrenstelsel in het sterrenbeeld Perseus. Het hemelobject werd op 24 oktober 1786 ontdekt door de Duits-Britse astronoom William Herschel.

## Synoniemen
- PGC 11118
- UGC 2408
- MCG 7-7-12
- ZWG 540.15